# Société française de l'Afrique équatoriale
La Société française de l'Afrique équatoriale (francés para "Asociación Africana Ecuatorial Francesa"), SFAE,  oficialmente la Société française de l'Afrique équatoriale, Niger, et Benoué, fue una empresa colonial francesa del siglo XIX dedicada al comercio de aceite de palma en Nigeria.
La empresa fue fundada en 1878 por la firma parisina Huchet & Desprez, con un capital de 800.000 francos. Entre sus primeros agentes en Nigeria estuvo el explorador  Charles, Comte de Semellé (1815-1896), quien se encargó de dirigir la empresa; y después del retiro de este en 1880, fue sucedido en la dirección por el comandante Mattei del ejército francés. Junto con la Compañía de Senegal, la SFAE recibió subsidios por parte de la administración de Léon Gambetta, estando destinada a establecer puestos coloniales franceses sobre el bajo Níger. En su apogeo, operó 19 puestos comerciales a lo largo de los ríos Níger y Benue. Tras una guerra de precios que duró varios años y la muerte de Gambetta en 1882, la empresa, junto con la Compañía de Senegal, vendieron su participación en la región a la británica United African Company en octubre de 1884.